# Astragalus eremiticus
Astragalus eremiticus là một loài thực vật có hoa trong họ Đậu. Loài này được E.Sheld. miêu tả khoa học đầu tiên năm 1894.

## Hình ảnh

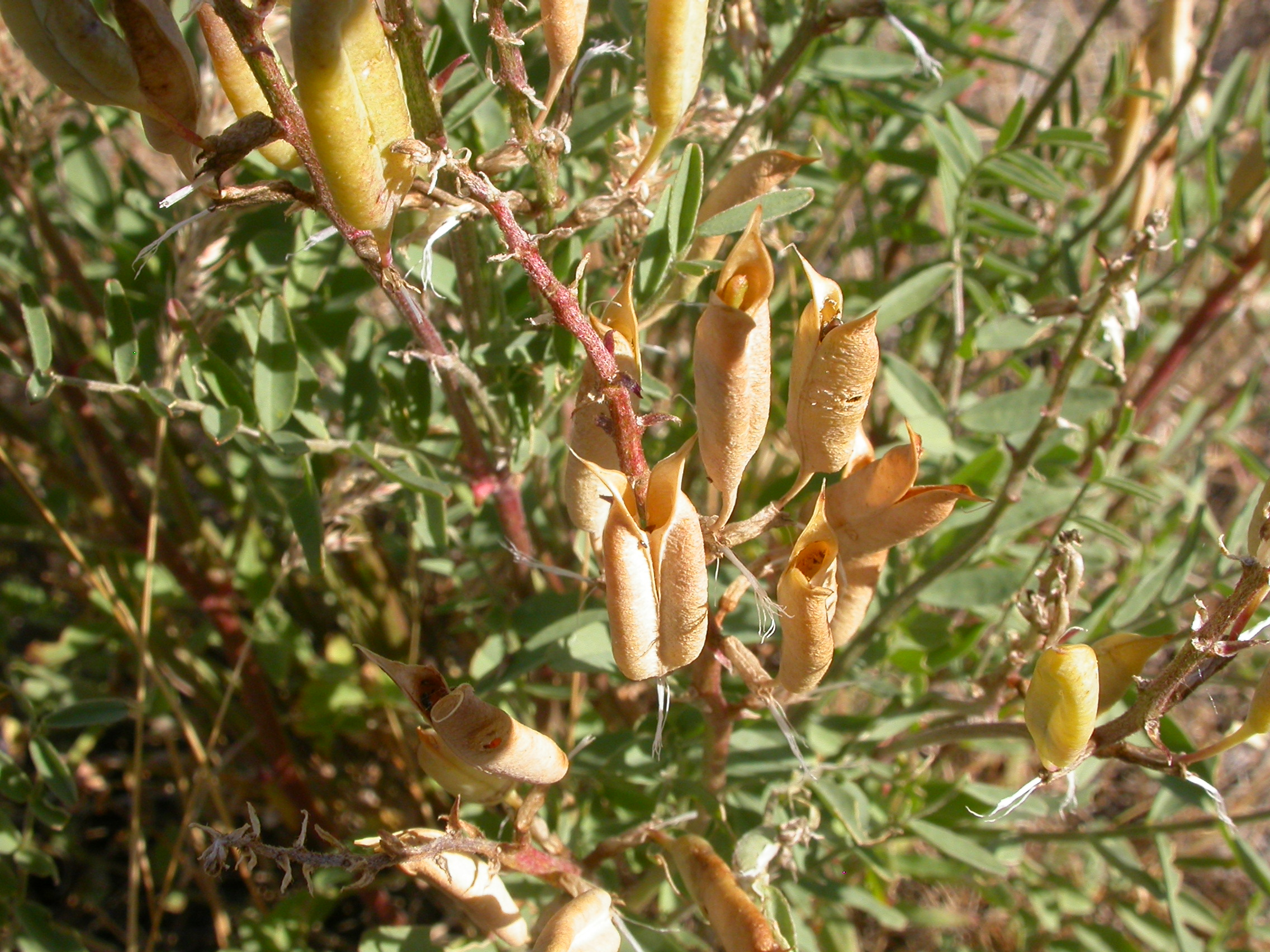
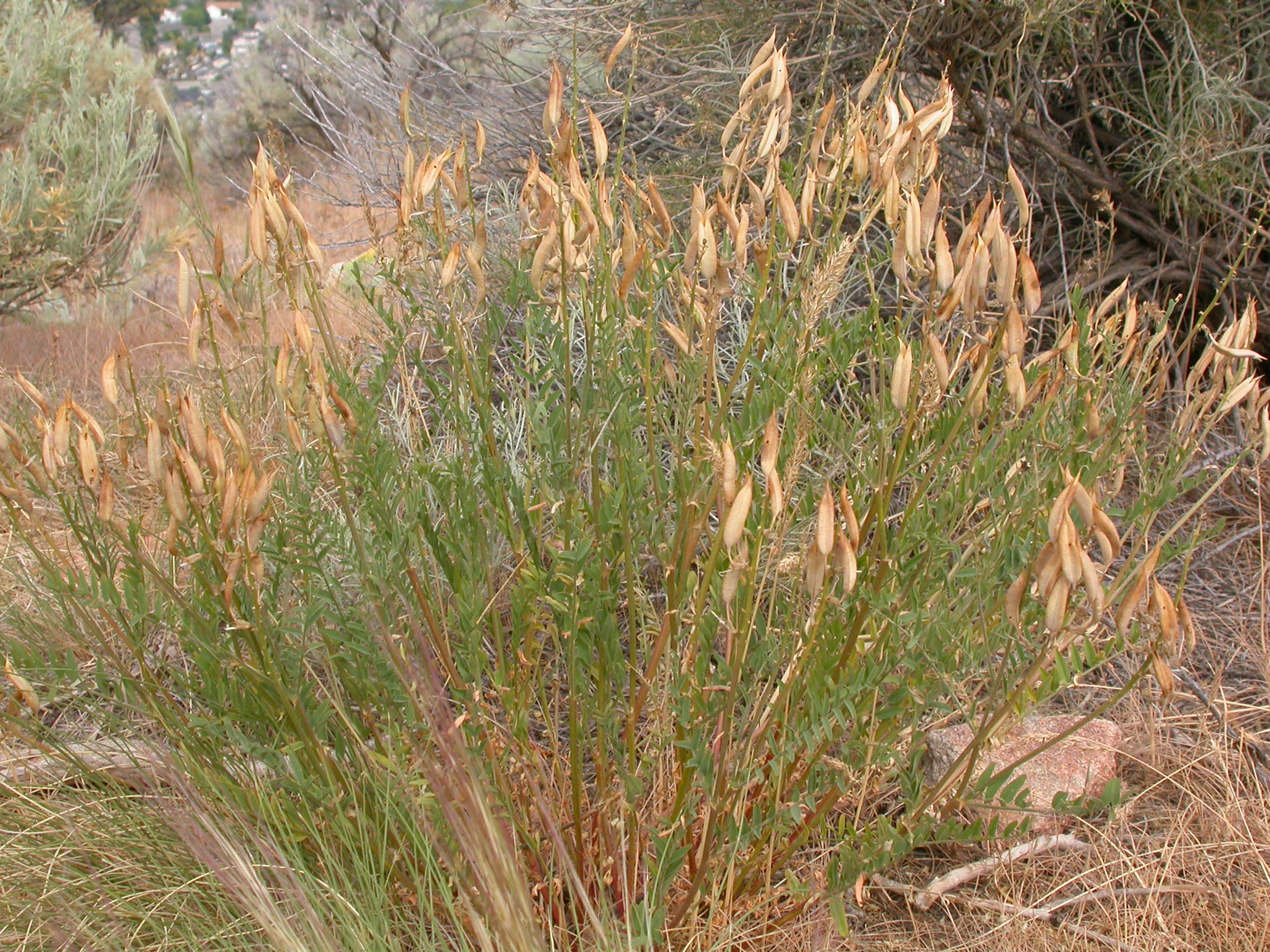
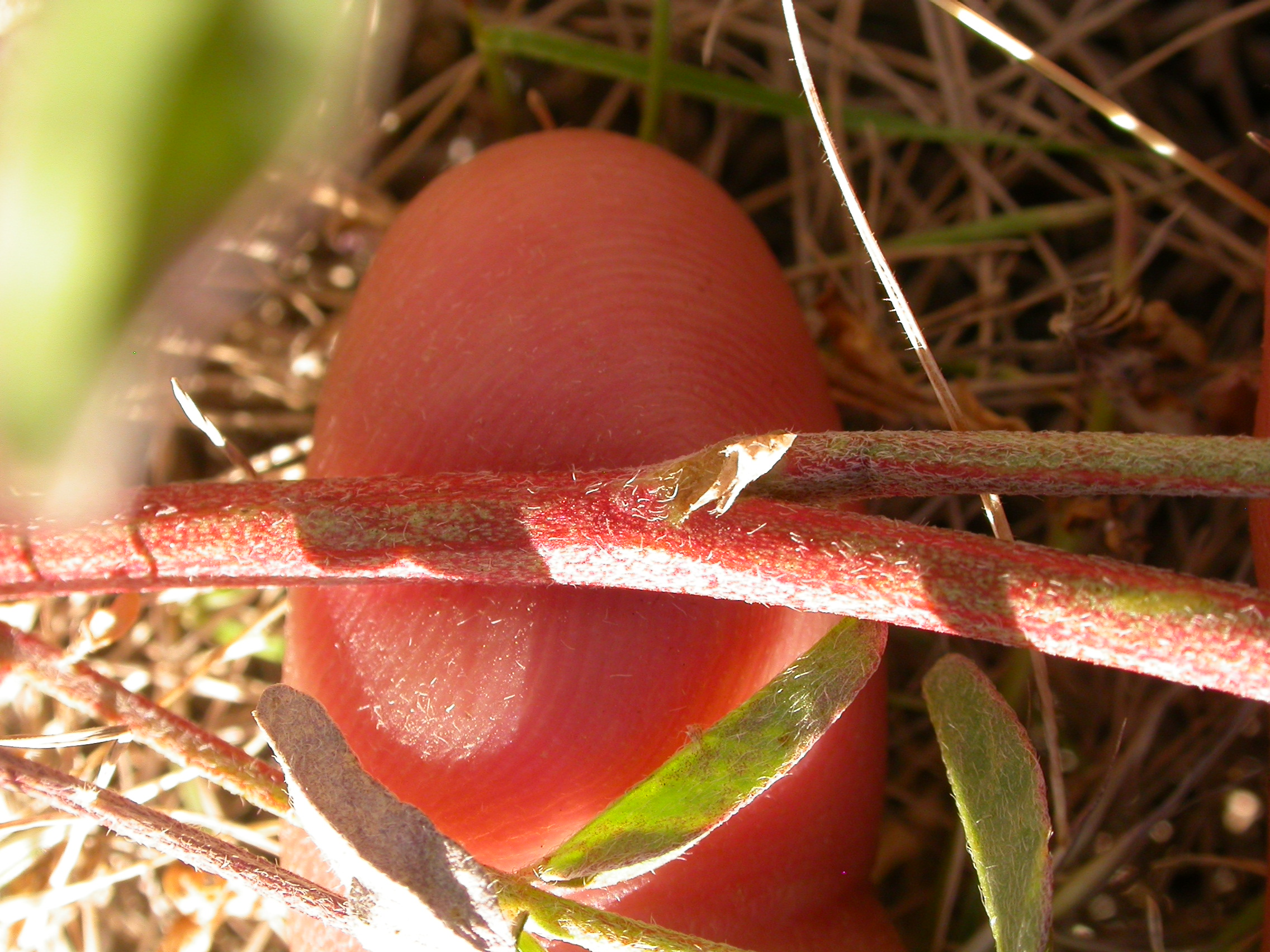
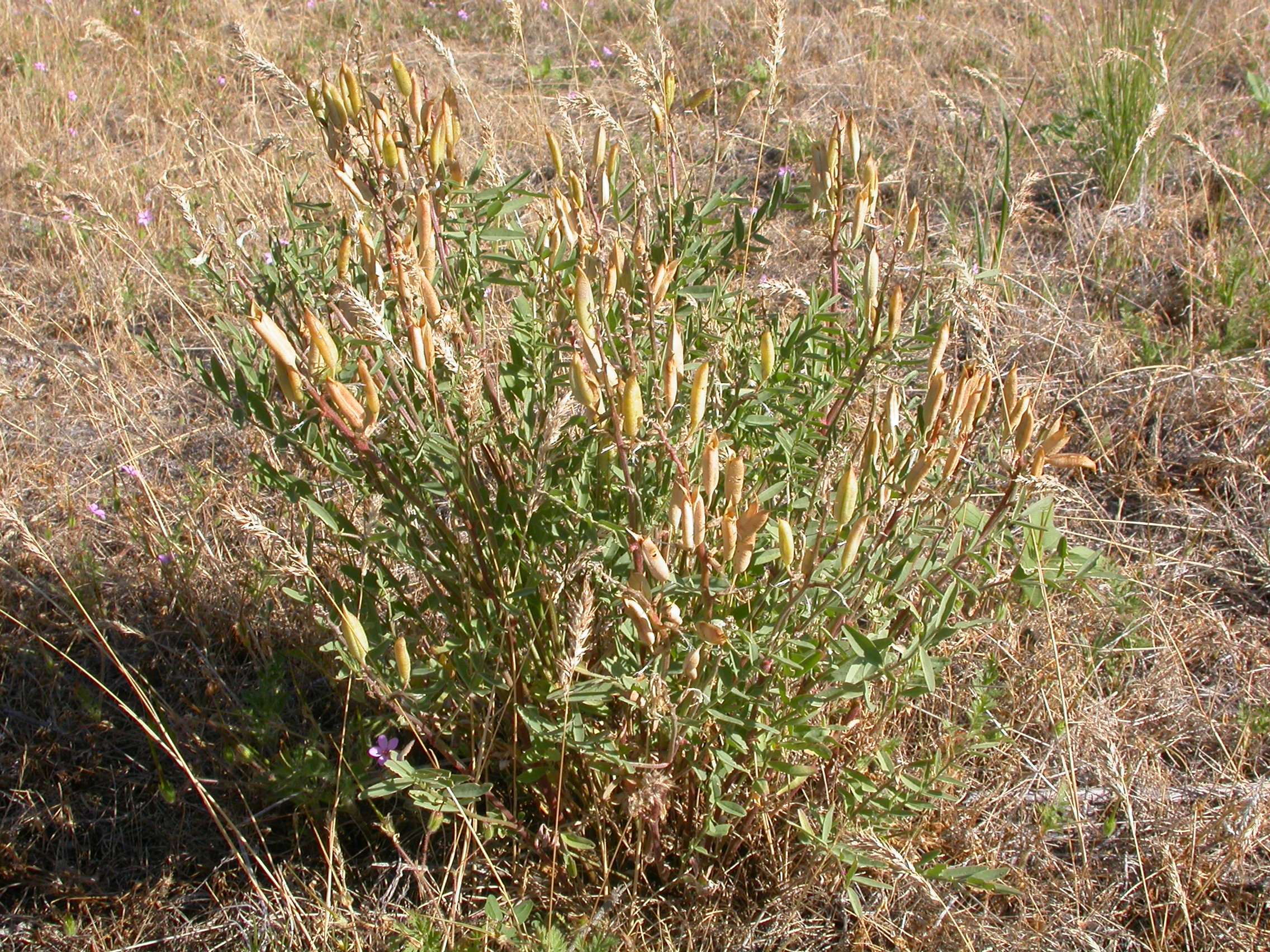